# 멍크턴 매직
멍크턴 매직(Moncton Magic)는 뉴브런즈윅주 멍크턴을 연고지로 하는 NBL 캐나다 애틀랜틱 디비전 소속 프로 농구 팀이다.

## 역대 홈경기장
| 멍크턴 매직     |             |                     |      |
| 경기장          | 사용기간    | 장소                | 비고 |
| 멍크턴 콜리세움 | 2017년~현재 | 뉴브런즈윅주 멍크턴 | 빈칸 |